# Allen Steck
Pour les articles homonymes, voir Steck.
Pas d'image ? Cliquez ici
Allen Steck est un grimpeur et alpiniste américain né le 17 mai 1926 à Oakland en Californie et mort le 23 février 2023.

## Ascensions
- 1949 : voie Comici à la face nord de la Cima Grande di Lavaredo (premier américain à faire l'une des « six grands faces nord des Alpes » citées par Gaston Rébuffat dans Étoiles et tempêtes)
- du 30 au 4 juillet 1950 : première ascension de la face nord de Sentinel Rock avec John Salathé (la voie Steck-Salathé est la première de degré V aux États-Unis)
- 1954 : il participe à l'expédition américaine au Makalu, qui atteint 7 100 m d'altitude
- 22 juin 1963 : première de la face sud-est du Clyde Minaret (3 743 m) avec Dick Long, John Evans et Chuck Wilts
- 6 août 1965 : première de l'arête Hummingbird au mont Logan (6 050 m) en Alaska avec Dick Long, John Evans, Jim Wilson, Frank Coale et Paul Bacon
- juillet 1970 : première ascension des Doors of Perception à la North Palisade, avec Doug Robinson

## Publication
- Allen Steck, Steve Roper, Fifty Classic Climbs of North America, Sierra Club Books, 1979.